# Agua magnetizada

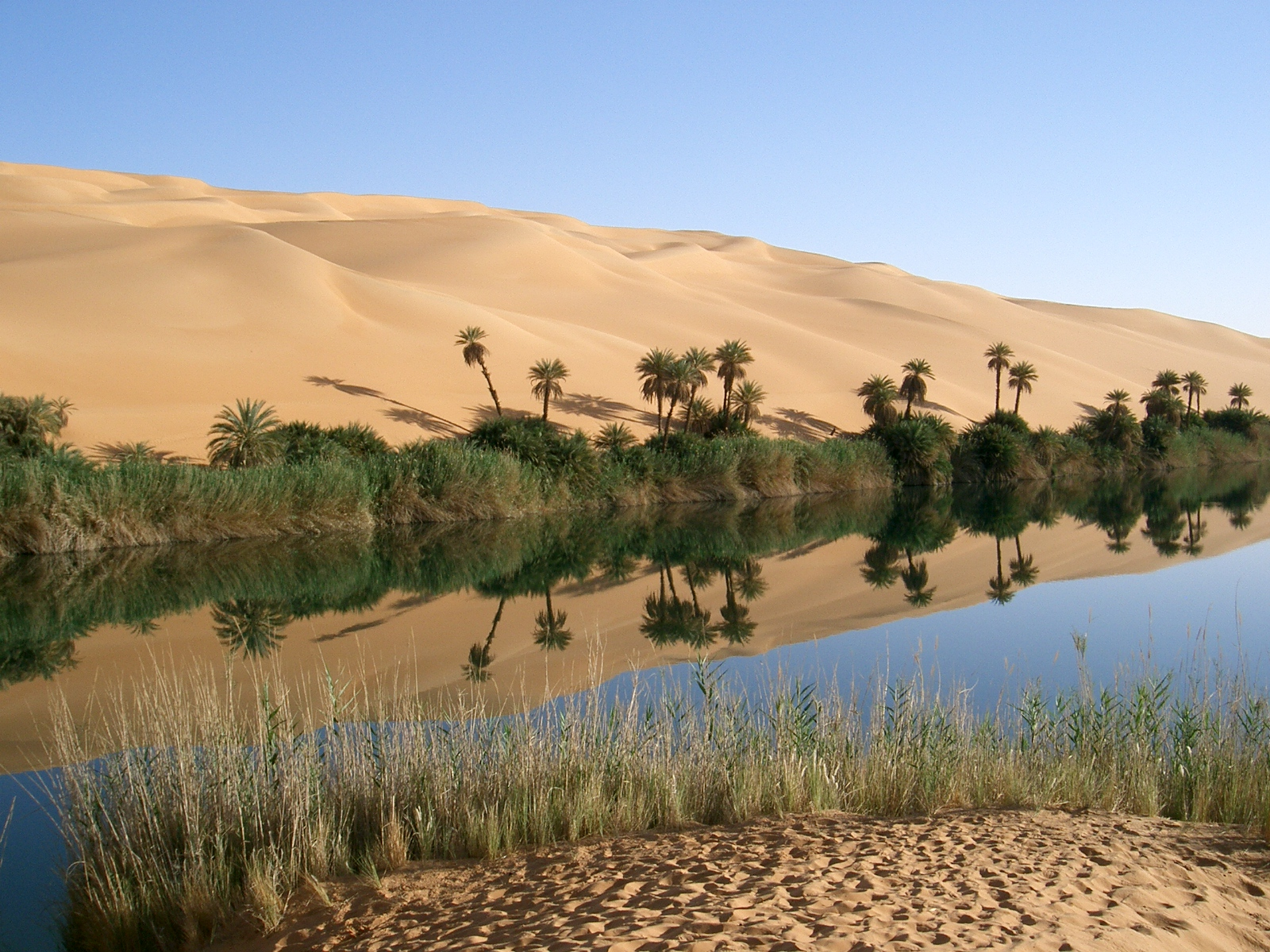
La dureza del agua es un problema grave en muchas zonas. La solución de agua magnetizada no ha tenido éxito hasta la fecha.

La magnetización del agua es un proceso pseudocientífico que busca alterar las propiedades del agua, y en concreto reducir su dureza, mediante un campo magnético, sin emplear los agentes químicos que se usan habitualmente, como resinas de intercambio iónico o ligandos quelantes ni procesos físicos como la destilación o la precipitación de la cal por calentamiento.
Hay consenso en la comunidad científica sobre el hecho de que el agua magnetizada o agua imantada sigue siendo diamagnética y por tanto el término induce a confusión. Los líquidos y los gases, en general, no son susceptibles de presentar magnetización permanente, aunque sí pueden ser paramagnéticos o tener en suspensión partículas ferromagnéticas que sí interaccionen con el campo magnético mientras están sometidos a él, para desordenarse inmediatamente cuando se anula el campo.
No se ha podido dar comprobación científica a dicho procedimiento hasta la fecha.
Algunos autores indican que los estudios del efecto del campo magnético en los procesos de nucleación no han sido estudiados de forma satisfactoria, y que es concebible que el efecto del oxígeno del aire o los iones de hierro disueltos, en combinación con fenómenos de turbulencia, tengan algún efecto en esos procesos; en cualquier caso, de existir esos procesos, no han sido probados científicamente.